# US Open 1973
Lo US Open 1973 è stata la 93ª edizione dello US Open e quarta prova stagionale dello Slam per il 1973. Si è disputato dal 27 agosto al 9 settembre al West Side Tennis Club nel quartiere di Forest Hills di New York negli Stati Uniti. 
Il singolare maschile è stato vinto dall'australiano John Newcombe, che si è imposto sul ceco Jan Kodeš in cinque set col punteggio di 6–4, 1–6, 4–6, 6–2, 6–3. Il singolare femminile è stato vinto dall'australiana Margaret Court, che ha battuto in finale in tre set l'australiana Evonne Goolagong Cawley. Nel doppio maschile si sono imposti Owen Davidson e John Newcombe. Nel doppio femminile hanno trionfato Margaret Court e Virginia Wade. Nel doppio misto la vittoria è andata a Billie Jean King, in coppia con Owen Davidson.

## Seniors

### Singolare maschile
John Newcombe ha battuto in finale  Jan Kodeš con il punteggio di 6–4, 1–6, 4–6, 6–2, 6–3.
- John Newcombe ha vinto il 6º titolo del Grande Slam della carriera, il 4° dell'era Open e 2º e ultimo US Open della sua carriera.

### Singolare femminile
Margaret Court ha battuto in finale  Evonne Goolagong Cawley con il punteggio di 7–6, 5–7, 6–2.
- Margaret Court ha vinto il suo 24º e ultimo titolo del Grande Slam della carriera, il suo 11º dell'era Open e il 5º titolo agli US Open

### Doppio maschile
Owen Davidson /  John Newcombe hanno battuto in finale  Rod Laver /  Ken Rosewall con il punteggio di 7–5, 2–6, 7–5, 7–5.

### Doppio femminile
Margaret Court /  Virginia Wade hanno battuto in finale  Rosemary Casals /  Billie Jean King con il punteggio di 3–6, 6–3, 7–5.

### Doppio misto
Billie Jean King /  Owen Davidson hanno battuto in finale  Margaret Court /  Marty Riessen con il punteggio di 6–3, 3–6, 7–6.

## Juniors

### Singolare ragazzi
Billy Martin ha battuto in finale  Colin Dowdeswell con il punteggio di 4–6, 6–3, 6–3.

### Singolare ragazze
Torneo iniziato nel 1974

### Doppio ragazzi
Torneo iniziato nel 1982

### Doppio ragazze
Torneo iniziato nel 1982